# Indonésie aux Jeux olympiques d'été de 2012

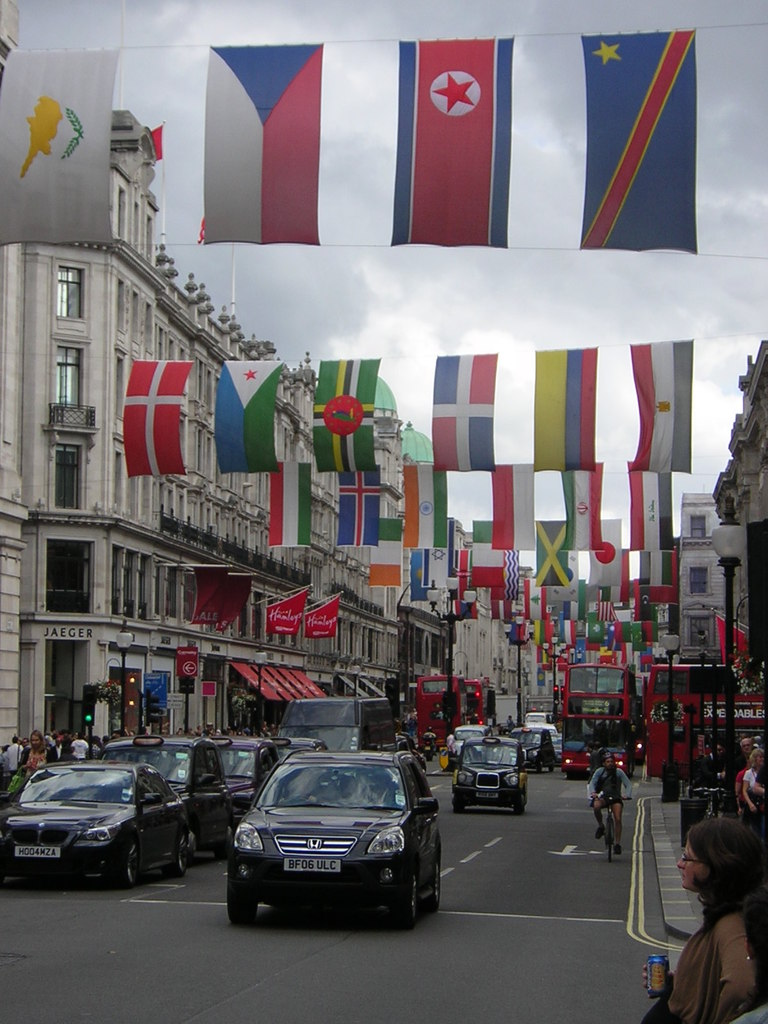
Indonésie aux Jeux Olympiques d'été 2012

L'Indonésie participe aux Jeux olympiques d'été de 2012 à Londres. Il s'agit de sa 14e participation aux Jeux olympiques d'été.

## Médaillés
| Sport         | Discipline              | Athlète(s)             | Performance            | Date                   |
| Haltérophilie | Médailles d'argent : 2  | Médailles d'argent : 2 | Médailles d'argent : 2 | Médailles d'argent : 2 |
| Haltérophilie | Moins de 69 kg hommes   | Triyatno               | 333 kg                 | 31 juillet             |
| Haltérophilie | Moins de 53 kg femmes   | Citra Febrianti        |                        | 29 juillet             |
| Haltérophilie | Médailles de bronze : 1 |                        |                        |                        |
| Haltérophilie | Moins de 62 kg hommes   | Eko Yuli Irawan        | 317 kg                 | 30 juillet             |

## Athlétisme
Hommes
Courses
| Athlète         | Épreuve | Séries      | Séries | Quarts de finale | Quarts de finale | Demi-finales | Demi-finales | Finale   | Finale |
| Athlète         | Épreuve | Résultat    | Rang   | Résultat         | Rang             | Résultat     | Rang         | Résultat | Rang   |
| --------------- | ------- | ----------- | ------ | ---------------- | ---------------- | ------------ | ------------ | -------- | ------ |
| Fernando Lumain | 100 m   | 10.80 =(SB) | 10e    | 10.90            | 53e              | -            | -            | -        | -      |

Femmes
Courses
| Athlète      | Épreuve  | Séries   | Séries | Quarts de finale | Quarts de finale | Demi-finales | Demi-finales | Finale   | Finale |
| Athlète      | Épreuve  | Résultat | Rang   | Résultat         | Rang             | Résultat     | Rang         | Résultat | Rang   |
| ------------ | -------- | -------- | ------ | ---------------- | ---------------- | ------------ | ------------ | -------- | ------ |
| Triyaningsih | Marathon | NC       | NC     | NC               | NC               | NC           | NC           | 2:41:15  | 84e    |

## Badminton
| Athlète                        | Compétition      | Phase de groupe                                                      | Phase de groupe                                                    | Phase de groupe                                                        | Phase de groupe | 8e de finale                                    | Quarts de finale                                                 | Demi-finales                                                | Finale                                                                                            | Finale |
| Athlète                        | Compétition      | Adversaire Score                                                     | Adversaire Score                                                   | Adversaire Score                                                       | Rang            | Adversaire Score                                | Adversaire Score                                                 | Adversaire Score                                            | Adversaire Score                                                                                  | Rang   |
| ------------------------------ | ---------------- | -------------------------------------------------------------------- | ------------------------------------------------------------------ | ---------------------------------------------------------------------- | --------------- | ----------------------------------------------- | ---------------------------------------------------------------- | ----------------------------------------------------------- | ------------------------------------------------------------------------------------------------- | ------ |
| Taufik Hidayat                 | Simple messieurs | Bat Petr Koukal (CZE) 2-0 (21-8, 21-8)                               | Bat Pablo Abián (ESP) 2-0 (22-20, 21-11)                           | NC                                                                     | 1er             | Battu par Lin Dan (CHN) 0-2 (9-21, 12-21)       | -                                                                | -                                                           | -                                                                                                 | -      |
| Simon Santoso                  | Simple messieurs | Bat Raul Must (EST) 2-0 (21-12, 21-8)                                | Bat Michael Lahnsteiner (AUT) 2-0 (21-11, 21-7)                    | NC                                                                     | 1er             | Battu par Lee Chong Wei (MAS) 0-2 (12-21, 8-21) | -                                                                | -                                                           | -                                                                                                 | -      |
| Mohammad Ahsan Bona Septano    | Double messieurs | Battus par Bodin Issara / Maneepong Jongjit (THA) 0-2 (11-21, 16-21) | Battent Ko Sung-hyun / Yoo Yeon-seong (KOR) 2-0 (24-22, 21-12)     | Battent Adam Cwalina / Michał Łogosz (POL) 2-0 (Abd) (21-0, 21-0)      | 2es             | NC                                              | Battus par Jung Jae-sung / Lee Yong-dae (KOR) 0-2 (12-21, 16-21) | -                                                           | -                                                                                                 | -      |
| Adriyanti Firdasari            | Simple dames     | Bat Alesia Zaitsava (BLR) 2-1 (21-10, 16-21, 21-14)                  | Bat Petya Nedelcheva (BUL) 2-0 (21-10, 21-15)                      | NC                                                                     | 1re             | Battue par Wang Xin (CHN) 0-2 (15-21, 8-21)     | -                                                                | -                                                           | -                                                                                                 | -      |
| Meiliana Jauhari Greysia Polii | Double dames     | Battent Leanne Choo / Renuga Veeran (AUS) 2-1 (21-11, 20-22, 21-7)   | Battent Michelle Edwards / Annari Viljoen (RSA) 2-0 (21-18, 21-10) | Battues par Ha Jung-eun / Kim Min-jung (KOR) 1-2 (21-18, 14-21, 12-21) | 4e (DSQ)        | NC                                              | -                                                                | -                                                           | -                                                                                                 | -      |
| Tantowi Ahmad Lilyana Natsir   | Double mixte     | Battent Valiyaveetil Diju / Jwala Gutta (IND) 2-0 (21-16, 21-12)     | Battent Lee Yong-dae / Ha Jung-eun (KOR) 2-0 (21-19, 21-12)        | Battent Thomas Laybourn / Kamilla Rytter Juhl (DEN) 2-0 (24-22, 21-16) | 1ers            | NC                                              | Battent Michael Fuchs / Birgit Michels (GER) 2-0 (21-15, 21-9)   | Battus par Xu Chen / Ma Jin (CHN) 1-2 (23-21, 18-21, 13-21) | Battus par Joachim Fischer Nielsen / Christinna Pedersen (DEN) (Petite finale) 0-2 (12-21, 12-21) | 4e     |

## Escrime
Femmes
| Athlète          | Compétition      | 1/16 de finale            | 1/8 de finale    | Quarts de finale | Demi-finales     | Finale           | Finale |
| Athlète          | Compétition      | Adversaire Score          | Adversaire Score | Adversaire Score | Adversaire Score | Adversaire Score | Rang   |
| ---------------- | ---------------- | ------------------------- | ---------------- | ---------------- | ---------------- | ---------------- | ------ |
| Diah Permatasari | Sabre individuel | Mariel Zagunis (USA) 7-15 | -                | -                | -                | -                | -      |

## Judo
| Athlète           | Compétition           | 1/32 de finale      | 1/16 de finale                            | 1/8 de finale       | Quarts de finale    | Demi-finales        | Repêchage 1         | Repêchage 2         | Finale              | Finale |
| Athlète           | Compétition           | Adversaire Résultat | Adversaire Résultat                       | Adversaire Résultat | Adversaire Résultat | Adversaire Résultat | Adversaire Résultat | Adversaire Résultat | Adversaire Résultat | Rang   |
| ----------------- | --------------------- | ------------------- | ----------------------------------------- | ------------------- | ------------------- | ------------------- | ------------------- | ------------------- | ------------------- | ------ |
| Putu Wiradamungga | Moins de 81 kg hommes | exempt              | Battu par László Csoknyai (HUN) 0001/0020 | -                   | -                   | -                   | -                   | -                   | -                   | -      |

## Haltérophilie
| Athlète         | Compétition | Arraché  | Arraché | Épaulé-jeté | Épaulé-jeté | Total | Rang                                |
| Athlète         | Compétition | Résultat | Rang    | Résultat    | Rang        | Total | Rang                                |
| --------------- | ----------- | -------- | ------- | ----------- | ----------- | ----- | ----------------------------------- |
| Deni            | -69 kg      | 140      | 13e     | 171         | 10e         | 311   | 12e                                 |
| Triyatno        | -69 kg      | 145      | 6e      | 188         | 1er         | 333   | Médaille d'argent, Jeux olympiques  |
| Eko Yuli Irawan | -62 kg      | 145      | 2e      | 172         | 4e          | 317   | Médaille de bronze, Jeux olympiques |
| Muhammad Hasbi  | -62 kg      | 138      | 5e      | 163         | 8e          | 301   | 7e                                  |
| Jadi Setiadi    | -56 kg      | 127      | 3e      | 150         | 7e          | 277   | 5e                                  |

| Athlète         | Compétition | Arraché  | Arraché | Épaulé-jeté | Épaulé-jeté | Total | Rang |
| Athlète         | Compétition | Résultat | Rang    | Résultat    | Rang        | Total | Rang |
| --------------- | ----------- | -------- | ------- | ----------- | ----------- | ----- | ---- |
| Citra Febrianti | -53 kg      | 91       | 4e      | 115         | 4e          | 206   | 4e   |

## Natation
| Athlète          | Épreuve   | Séries | Séries | Demi-finales | Demi-finales | Finale | Finale |
| Athlète          | Épreuve   | Temps  | Rang   | Temps        | Rang         | Temps  | Rang   |
| ---------------- | --------- | ------ | ------ | ------------ | ------------ | ------ | ------ |
| I Gede Sudartawa | 100 m dos | 55.99  | 39e    | -            | -            | -      | -      |

## Tir
| Athlète            | Compétition                         | Qualification | Qualification | Finale | Finale |
| Athlète            | Compétition                         | Points        | Rang          | Points | Rang   |
| ------------------ | ----------------------------------- | ------------- | ------------- | ------ | ------ |
| Diaz Kusumawardani | Carabine à 10 m air comprimé femmes | 382           | 55e           | NC     | NC     |

## Tir à l'arc
| Athlète            | Compétition       | Tour préliminaire | Tour préliminaire | 1er tour                                                       | 2e tour                                                | 3e tour                                                                           | Quarts de finale | Demi-finales     | Finale           | Finale |
| Athlète            | Compétition       | Score             | Rang              | Adversaire Score                                               | Adversaire Score                                       | Adversaire Score                                                                  | Adversaire Score | Adversaire Score | Adversaire Score | Rang   |
| ------------------ | ----------------- | ----------------- | ----------------- | -------------------------------------------------------------- | ------------------------------------------------------ | --------------------------------------------------------------------------------- | ---------------- | ---------------- | ---------------- | ------ |
| Yuliana Rochmawati | Individuel femmes | 638               | 40                | Fang Yuting (CHN) (25) 6-4 (27-27, 27-27, 23-29, 27-23, 28-24) | Amy Oliver (GBR) (57) 7-1 (28-24, 28-23, 28-28, 30-28) | Ksenia Perova (RUS) (9) 5-6 (26-23, 27-27, 25-23, 27-28, 24-28 9-10 au shoot-off) | -                | -                | -                | -      |